# Bumpa
Il bumpa (in tibetano བུམ་པ, pronunciato "bum-pa") è un rituale tibetano in cui viene usato un recipiente sacro, chiamato appunto bumpa, per contenere l'acqua benedetta. Tale oggetto viene utilizzato durante le cerimonie per distribuire benedizioni e trasmettere energia positiva e protezione a tutti gli esseri.
Nel buddismo tibetano, le pratiche con il bumpa sono considerate potenti per generare pace, armonia e compassione.

## Descrizione
In alcuni contesti si ritiene che sia il vaso della "espansione dell'universo".
Esistono due tipi di bumpa: il "tso bum", o vaso principale, e il "le bum" o vaso delle attività. Il vaso principale è solitamente collocato al centro del mandala, mentre il vaso delle attività è posto sul tavolo del Lama ed è utilizzato dal Chöpön, lo specialista del rituale, durante i rituali e i potenziamenti.
Il "potenziamento del bumpa" è la principale attività di potenziamento rituale nel Kriyayoga Tantra.

### La Buddhità del bene di tutti gli esseri
L’espressione "Buddhità del bene di tutti gli esseri" si collega a un ideale centrale del buddismo: l'aspirazione alla compassione universale. Questo significa impegnarsi per il benessere di tutti gli esseri senzienti, senza distinzione. In questo contesto, la buddhità rappresenta la realizzazione spirituale che mira al bene comune e alla liberazione di tutti dagli stati di sofferenza.
Quindi, usando rituali come quelli che coinvolgono il bumpa e coltivando intenzioni altruistiche, si cerca di portare la propria pratica spirituale verso un fine superiore: la felicità, la pace e l'illuminazione di tutti gli esseri.